# Non erano fiori
| Recensione | Giudizio |
| ---------- | -------- |
| RapBurger  |          |

Non erano fiori è il secondo album in studio del rapper italiano Coez, pubblicato l'11 giugno 2013 dalla Carosello Records e dalla Undamento.

## Descrizione
Con Non erano fiori Coez, prodotto da Riccardo Sinigallia, taglia nettamente con il disco precedente Figlio di nessuno, avvicinandosi maggiormente a sonorità più pop.
L'argomento principale del disco è l'amore inteso nelle sue sfumature più diverse ma, come lo stesso artista ha dichiarato, il tema viene variato in alcune tracce per parlare di altri temi, come ad esempio della sua vita e delle sue scelte.

## Tracce
1. Hangover – 3:12
2. Lontana da me – 3:43
3. Oh no! – 2:57
4. Ali sporche – 3:46
5. Dramma nero – 5:18
6. Siamo morti insieme – 2:59
7. Vorrei portarti via – 4:47
8. Non erano fiori – 2:59
9. Forever Alone – 3:26
10. La strada è mia – 4:34

Tracce bonus nell'edizione speciale
1. Senza mani – 1:45
2. E invece no – 4:27
3. Tutto normale – 3:29
4. Stalker – 3:19
5. Volare – 2:55

## Classifiche
| Classifica (2013) | Posizione massima |
| ----------------- | ----------------- |
| Italia            | 9                 |